# Henry Bailey
Henry Marvin Bailey (ur. 24 kwietnia 1893 w Walterboro, zm. 1 listopada 1972 tamże) – amerykański strzelec, mistrz olimpijski.
W 1924 roku był sierżantem zbrojmistrzem w Marines, jednak przed przejściem na emeryturę w 1947 roku (po 37 latach służby) dosłużył się stopnia starszego chorążego. Był jednym z najlepszych strzelców w tej formacji, w 1921 roku został wyróżniony U.S. Marine Corps Distinguished Pistol Shooting Award, a w 1929 roku Distinguished Marksman Award.
Bailey uczestniczył w Letnich Igrzyskach Olimpijskich 1924 w jednej konkurencji. Został mistrzem olimpijskim w pistolecie szybkostrzelnym z 25 m. Uzyskał taki sam wynik jak siedmiu innych zawodników (18 pkt.), jednak Bailey okazał się najlepszy w fazie dogrywkowej. W ostatnim starciu pokonał Vilhelma Carlberga, mimo chwilowej usterki broni Amerykanina. Przy pierwszym z sześciu strzałów jego pistolet nie wyrzucił naboju. Bailey trafił jednak pozostałe pięć prób i pokonał Szweda 5–4. 

## Wyniki

### Igrzyska olimpijskie
| Igrzyska | Konkurencja                   | Wynik   | Miejsce | Źródło |
| -------- | ----------------------------- | ------- | ------- | ------ |
| IO 1924  | Pistolet szybkostrzelny, 25 m | 18 pkt. |         | [ 1 ]  |